# Szederkény
Szederkény (kroatisch Surdukinj) ist eine ungarische Gemeinde im Kreis Bóly im Komitat Baranya.

## Geographische Lage
Szederkény liegt 19 Kilometer südöstlich des Komitatssitzes Pécs, 18 Kilometer westlich der an der Donau gelegenen Stadt Mohács und 6 Kilometer nordwestlich der Kreisstadt Bóly an dem Fluss Karasica. Nachbargemeinden sind Máriakéménd, Monyoród, Belvárdgyula und Olasz.

## Geschichte
Im Jahr 1913 gab es in der damaligen Kleingemeinde 161 Häuser und 802 Einwohner auf einer Fläche von 1357  Katastraljochen. Sie gehörte zu dieser Zeit zum Bezirk Pécsvárad im Komitat Baranya.

## Gemeindepartnerschaften
- Ulmbach (Steinau an der Straße), (Deutschland), seit 1998[3]

## Sehenswürdigkeiten
- Kreuzwegstationen, erschaffen von Zoltán Deér, auf dem Friedhof neben der Kirche
- Nepomuki-Szent-János-Statue, erschaffen 1805
- Römisch-katholische Kirche Szent Simon és Júdás Tádé apostolok, erbaut 1759, im Ortsteil Nyomja
- Römisch-katholische Kirche Szent Lőrinc, erbaut 1812
- Turul-Denkmal, erschaffen von György Fábos

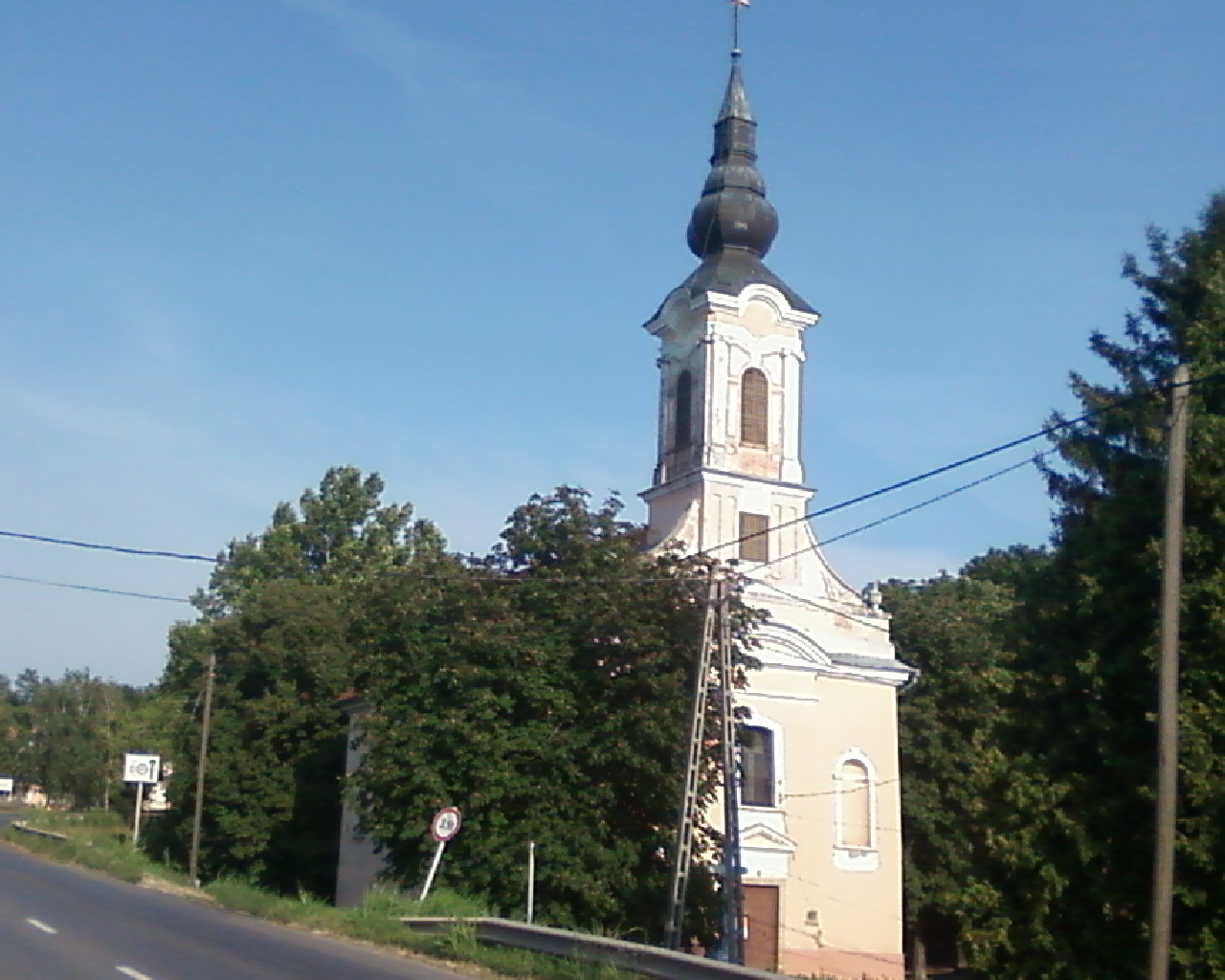
Römisch-katholische Kirche Szent Lőrinc

- Weltkriegsdenkmal

## Verkehr
Die Hauptstraße Nr. 57 von Mohács nach Pécs führt durch Szederkény. Vom Ort sind es vier Kilometer bis zur Anschlussstelle Szederkény der südungarischen Autobahn M60. Es bestehen Busverbindungen in die Kreisstadt Bóly und nach Pécs. Die nächstgelegenen Bahnhöfe befinden sich in Pécs und Villány.